# Alfred Tofft
Alfred Tofft, född 2 januari 1865 i Köpenhamn, död 30 januari 1931, var en dansk tonsättare.
Tofft sattes ursprungligen i handelslära, men i 20-årsåldern började han på allvar att studera musik och debuterade 1887 som organist och tonsättare vid en konsert i Sankt Johannes Kirke. Som tonsättare var han i huvudsak autodidakt. År 1892 företog han en studieresa till utlandet på det Anckerska legatet.
Från Toffts hand föreligger en rad pianostycken och sånger, däremellan ett Heinrich Heine-album och ett Jens Peter Jacobsen-album, fantasier för oboe, konsertromans för violin, av vilka kompositioner en större del utkom i Tyskland och Storbritannien. Hans mest betydande arbete är operan Vifandaka, vilken uppsattes på Det Kongelige Teater 1898 och 1905.
Under en följd av år var Tofft musikkritiker i köpenhamnstidningarna, först i Dagbladet, senare i Berlingske Tidende. Han var inspektör for militärmusiken, ordförande för Dansk Komponistforening och för Samfundet til Udgivelse af dansk Musik.